# Maurice Henry Dorman
Sir Maurice Henry Dorman (Stafford, 7 agosto 1912 – Overton, 26 ottobre 1993) è stato un politico britannico, Governatore generale della Sierra Leone (1961-1962) e Governatore di Malta dal luglio 1962 al luglio 1971.